# Dennis Lawrence
Dennis Lawrence   (Morvant, 1 d'agost de 1974) és un exfutbolista de Trinitat i Tobago de les dècades de 1990 i 2000.
Fou 89 cops internacional amb la selecció de Trinitat i Tobago.
Pel que fa a clubs, destacà a Wrexham AFC i Swansea City.
Un cop retirat formà part de l'equip tècnic a Wigan Athletic FC i Everton FC. L'any 2017 fou nomenat seleccionador de Trinitat i Tobago.